# 808 Merxia
808 Merxia è un asteroide della fascia principale del diametro medio di circa 32,49 km. Scoperto nel 1901, presenta un'orbita caratterizzata da un semiasse maggiore pari a 2,7443413 UA e da un'eccentricità di 0,1303223, inclinata di 4,71784° rispetto all'eclittica.
Il suo nome è in onore di Adalbert Merx, il suocero dello scopritore di questo asteroide.